# Cameron Spalding
Cameron Spalding (Mount St. Louis Moonstone, 20 marzo 2005) è uno snowboarder canadese, specializzato in slopestyle e big air.

## Biografia
Specializzato in slopestyle e big air e attivo a livello internazionale dal marzo 2019, Spalding ha debuttato in Coppa del Mondo il 1º gennaio 2022, giungendo 9º nello slopestyle di Calgary, località dove ha ottenuto il suo primo podio il 12 febbraio 2023, chiudendo 3º nella gara vinta dal connazionale Darcy Sharpe.

## Palmarès

### Mondiali juniores
- 2 medaglie:
  - 1 oro (slopestyle a Leysin 2022)
  - 1 argento (slopestyle a Cardrona 2023)

### Coppa del Mondo
- Vincitore della Coppa del Mondo di slopestyle nel 2025
- 4 podi:
  - 2 vittorie
  - 2 terzi posti

#### Coppa del Mondo - vittorie
| Data              | Località | Paese         | Specialità |
| ----------------- | -------- | ------------- | ---------- |
| 1º settembre 2024 | Cardrona | Nuova Zelanda | SS         |
| 18 gennaio 2025   | Laax     | Svizzera      | SS         |

Legenda:

SS = Slopestyle